# Garshuni
El garshuni, karshuni, guyhuni, carchuni o escritura carchuni (alfabeto siríaco: ܓܪܫܘܢܝ, alfabeto árabe: كرشوني) es un sistema de transcripción del idioma árabe que utiliza las letras del alfabeto siríaco. 

## Etimología
Su etimología no se conoce bien pero Rubens Duval evoca el nombre de Guerschom (transcrito en siríaco Geršon o Gersón), hijo de Moisés, inventor mítico de la escritura. Se lee en Éxodo 2:22:Éxodo 2:22 "Ella dio a luz un hijo; y él le puso por nombre Gersón, porque dijo: 'Fui forastero en tierra extranjera.'" 
'Garshuni' proviene de la palabra 'grasha' que se traduce literalmente como 'tirar', 'jalar'. La palabra 'Garshuni' fue utilizada por George Kiraz para acuñar el término 'garshunografía', para denotar la escritura de un idioma en el alfabeto de otro.

## Historia
El garshuni ha sido utilizado por cristianos de habla árabe que pertenecen a iglesias que tienen el siríaco como lenguaje litúrgico. Los testimonios más antiguos se refieren a las Iglesias siríacas occidentales, especialmente la Iglesia maronita. Uno de los primeros textos fechados es una nota marginal en un manuscrito maronita de las Homilías de Jacob de Batnes, con fecha 10 de julio de 1141 (año 1452 de la era seléucida en el texto) que da cuenta de la promoción de un monje llamado Daniel como abad del Monasterio de San Juan de Juzbandu (Chipre), por el patriarca maronita. El Códice Rabbula, también de origen maronita, cuyos márgenes se han utilizado como archivo de varios actos notariales, contiene 35 notas en árabe, 12 de las cuales están en alfabeto árabe y 23 en garshuni, y el más antiguo (folio 7b), que también se refiere al nombramiento de un monje, esta vez llamado Iš'aya, como abad de San Juan de Juzbandu, lleva la fecha del 8 de septiembre de 1154 (año 1465 de la era de los seléucidas). 
Anteriormente, el BL Add. 14644 (manuscrito del siglo VI de la colección nitriena, pasando de Mesopotamia a Egipto en 932, presenta quizás un ejemplo aislado de texto en garshuni  (una nota que da una receta para la preparación de la tinta), que se remonta al siglo VIII o IX, pero la datación es incierta. En cuanto a los primeros libros completos transcritos de acuerdo con este sistema, son más recientes: S. K. Samir para el manuscrito Vat. arab. 135, que data de 1384, y el 'Vat. arab. 146 de 1392. Para los siríacos orientales, la evidencia más temprana se remonta solo al siglo XVII (quizás relacionada con el desarrollo de la influencia católica).
El uso del alfabeto árabe se extendió anteriormente entre los cristianos de habla árabe. A veces se alterna con el garshuni en el mismo texto, lo que indica que la motivación no es simplemente práctica. El apego al alfabeto siríaco tradicional correspondía, principalmente entre los maronitas, a la afirmación de la identidad cultural amenazada. Pero con el renacimiento cultural árabe del siglo XIX (Al-Nahda), el garshuni empezó a dejar de usarse.

## Características
El alfabeto sirio tiene tres variedades principales:
- Estrangelâ, la escritura siríaca clásica.
- Madnhâyâ, la escritura siríaca oriental, a menudo llamada 'Asiria' o 'Nestoriana'.
- Sertâ, la escritura siríaca occidental, a menudo llamada 'Jacobita' o 'Maronita'.

El alfabeto siríaco se amplía mediante el uso de diacríticos para escribir garshuni.

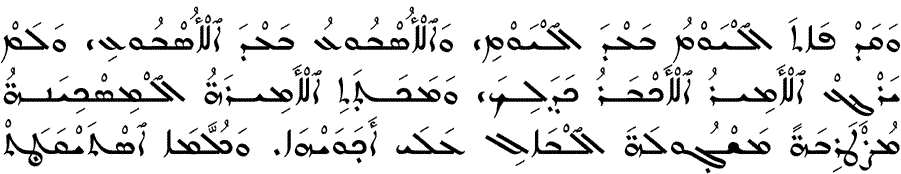
Árabe escrito en garshuni.

## Similitudes
La palabra garshuni a veces se ha extendido a la transcripción de otros idiomas además del árabe por el alfabeto siríaco: turco (principalmente el azerí), persa, armenio, sogdiano, kurdo o malayalam. Estos casos, además, se refieren principalmente a los siríacos orientales. A veces también se los conoce como 'garshunis'. Con varios caracteres adicionales, la versión en malayalam es más conocida como Karsoni y habría estado en uso hasta principios del siglo XX entre los clérigos y seguidores cristianos siríacos keralitas.
Para la práctica análoga judía de escribir árabe en letras hebreas, ver idiomas judeoárabes. Hoy, los asirios usan la palabra 'garshuni' cuando se refieren a un idioma hablado, escrito usando algo diferente a su escritura, por ejemplo, asirio hablado escrito usando el alfabeto latino.